# 猪水疱疹病毒
猪水疱疹病毒（Vesicular exanthema of swine virus，VESV）是感染猪的一种病毒，猪感染后症状与口蹄疫及猪水疱病相似.与口蹄疫病毒不同，猪水疱疹病毒只感染猪。
猪水疱疹病毒不会传染给人。
1959年，猪水疱疹病毒在全球范围内得到净化。目前，猪水疱疹病毒只在加利福尼亚州的养殖户中受到关注。

## 病毒源
猪水疱疹病毒存在于美国太平洋海岸的海洋哺乳动物及鱼类。这种病毒有时也称为圣米盖尔海狮病毒（San Miguel Sea Lion Virus）。因此通常认为猪水疱疹病毒来自使用水产品的猪饲料或喂食水产品的貂。

## 历史
1932年，南加州首次在猪上诊断出猪水疱疹病毒。由于与口蹄疫非常相似，所有猪都被扑杀。这一病毒后来在加州多次出现，每次都对猪进行扑杀。1952年，一辆从加州开出的火车运载了感染病毒的猪肉，饲喂废弃物的猪感染了这一病毒并将疾病传播到周边各州，最终导致43个州受到感染。1956年，屠宰厂禁止饲喂未煮熟的废弃物，并扑灭疾病。1959年，美国宣布这一疾病为外来疾病。
美国以外的仅有的病例是，1947年美国用船运输到夏威夷的屠宰猪肉以及1955年在冰岛美军基地使用未煮熟的猪肉泔水饲喂的猪。
在1972年以前，病毒的来源仍然十分神秘。1972年在聖米格爾島海狮上分离到的圣米格尔海狮病毒（San Miguel Sea Lion Virus，SMSV）是一个非常相似的病毒。这一病毒对猪攻毒会导致与猪水疱疹病毒的症状。

## 传播
猪水疱疹病毒在猪与猪之间直接接触传播。新爆发疾病多数与饲喂未煮熟猪肉泔水有关。

## 症状
猪水疱疹病毒只感染猪和海洋哺乳动物，不会感染牛、绵羊、山羊及其它物种。
发病猪的症状类似口蹄疫，包括高烧107 °F（42 °C）。鼻口部的上皮组织、嘴唇、鼻孔、舌头、蹄部及乳腺出现水泡。上皮组织的症状是该病与其它水泡病区别的特征。没有系统性病变。
猪水疱疹病毒的死亡率很低，但哺乳仔猪会出现死亡。

## 诊断
猪水疱疹病毒病与口蹄疫、猪水疱病类似，需进行实验室诊断鉴别。可供采用的方法包括补体结合试验、血清中和反应及PCR。

## 控制及预防
目前仍没有针对猪水疱疹病毒的疫苗。